# Ramot ha-Šavim
Ramot ha-Šavim (hebrejsky רָמוֹת הַשָּׁבִים, doslova „Výšiny navrátilců“, v oficiálním přepisu do angličtiny Ramot HaShavim) je vesnice v Izraeli, v Centrálním distriktu, v Oblastní radě Drom ha-Šaron.

## Geografie
Leží v nadmořské výšce 62 metrů v hustě osídlené a zemědělsky intenzivně využívané pobřežní nížině, respektive Šaronské planině.
Obec se nachází 7 kilometrů od břehu Středozemního moře, cca 14 kilometrů severovýchodně od centra Tel Avivu a cca 71 kilometrů jihojihozápadně od centra Haify. Leží v silně urbanizované krajině, ve které na sebe plynule navazují okolní města Kfar Saba, Ra'anana, Herzlija a Hod ha-Šaron, která pak tvoří součást aglomerace Tel Avivu (takzvaný Guš Dan). Obec leží na severozápadním okraji města Hod ha-Šaron a sousedí s fragmentem zachované zemědělské krajiny při mošavu Giv'at Chen. Ramot ha-Šavim obývají Židé, přičemž osídlení v tomto regionu je etnicky převážně židovské.
Ramot ha-Šavim je na dopravní síť napojen pomocí místních komunikací v rámci okolní aglomerace včetně dálnice číslo 4, která probíhá po západním okraji obce.

## Dějiny

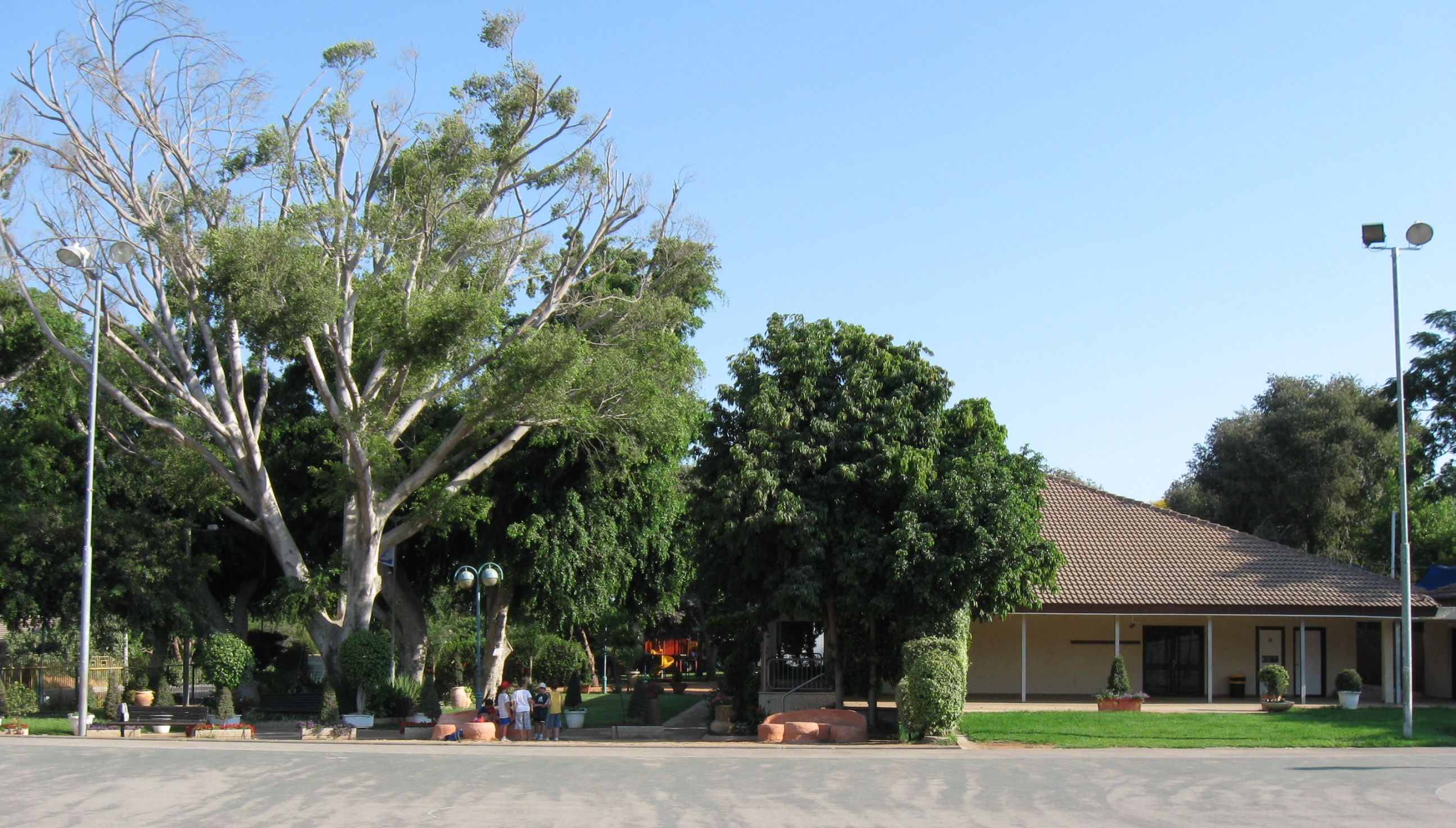
Společenské centrum v Ramot ha-Šavim

Ramot ha-Šavim byl založen v roce 1933. Jeho zakladateli byla skupina Židů z Německa.
Před rokem 1949 měl Ramot ha-Šavim (tehdy ještě uváděn jako zemědělské sídlo typu mošav) rozlohu katastrálního území 400 dunamů (0,4 kilometru čtverečního). Správní území obce v současnosti dosahuje 2300 dunamů (2,3 kilometru čtverečního). Místní ekonomika je už jen z malé části založena na zemědělství, většina obyvatel pracuje v jiných oborech.
Roku 1951 získala obec status místní rady (malého města). Očekávání ale nenaplnila a po zbytek 20. století zůstala menším sídlem vesnického typu. V roce 2004, v rámci vládních úsporných opatření v oblasti územní správy a samosprávy, byla místní rada zrušena a obec klesla na pouhou vesnici, jež byla začleněna do Oblastní rady Drom ha-Šaron.

## Demografie
Podle údajů z roku 2014 tvořili naprostou většinu obyvatel v Ramot ha-Šavim Židé (včetně statistické kategorie "ostatní", která zahrnuje nearabské obyvatele židovského původu ale bez formální příslušnosti k židovskému náboženství).
Jde o menší sídlo vesnického typu s dlouhodobě mírně rostoucí populací. K 31. prosinci 2014 zde žilo 1643 lidí. Během roku 2014 populace klesla o 1,0 %.
| Rok            | 1948 | 1961 | 1972 | 1983 | 1995 | 2001 | 2003 | 2004 | 2005 | 2006 | 2007 | 2008 | 2009 | 2010 | 2011 | 2012 | 2013 | 2014 |
| -------------- | ---- | ---- | ---- | ---- | ---- | ---- | ---- | ---- | ---- | ---- | ---- | ---- | ---- | ---- | ---- | ---- | ---- | ---- |
| Počet obyvatel | 432  | 502  | 535  | 659  | 930  | 1070 | 1132 | 1139 | 1172 | 1217 | 1273 | 1313 | 1466 | 1541 | 1593 | 1644 | 1660 | 1643 |